# Hołoby (stacja kolejowa)
Hołoby (ukr. Голоби, ros. Голобы) – stacja kolejowa w miejscowości Hołoby, w rejonie kowelskim, w obwodzie wołyńskim, na Ukrainie. Leży na linii Zdołbunów – Kowel.
Stacja powstała w XIX w. na linii Kolei Brzesko-Kijowskiej.